# Master of Laws
Il Master of Laws (dal latino Legum Magister, LL.M.) è un master in diritto conseguito al termine di un programma di specializzazione post lauream.
Generalmente, con il termine LL.M. è indicato il master in diritto conseguito in USA o in UK, ed ora anche nelle università europee. I master universitari erogati in lingua italiana (come i tradizionali master di secondo livello), ovvero quelli non universitari erogati da enti formativi privati, non possono in nessun caso definirsi come LL.M.
I programmi di LL.M. tenuti presso le facoltà di legge (Law Schools) accreditate dall'American Bar Association (ABA) conferiscono inoltre il diritto di sostenere l'esame da avvocato in alcuni stati U.S.A.

## Requisiti
L'ammissione alle top law school è molto severa e generalmente vengono ammesse ai i programmi di LL.M. meno del 10% delle domande presentate. Requisito essenziale per essere ammessi, oltre ad un CV accademico e professionale d'eccellenza, è la perfetta conoscenza della lingua inglese, che deve essere certificata da un determinato punteggio di TOEFL o IELTS. Un ulteriore requisito è normalmente un'adeguata disponibilità economica per sostenere i costi del programma.
Il conseguimento dell'LL.M. richiede la frequentazione obbligatoria dei corsi per un anno accademico. In genere, negli Stati Uniti, lo studente (LL.M. candidate) ha la possibilità di scegliere i corsi di propria preferenza tra quelli previsti per gli studenti che frequentano il secondo o il terzo anno della laurea in giurisprudenza (JD program), tra alcuni corsi fondamentali ('core courses'), un numero maggiore di corsi scelti dallo studente ('electives') e 'seminars' per un totale di circa 24 crediti.

## Costi
Il costo delle tasse universitarie ('tuition fee') per un anno di studio presso una Law School ABA oscilla fra i 20.000 e i 40.000 dollari per le istituzioni pubbliche e fra i 40.000 e i 60.000 dollari circa per quelle private. A queste cifre vanno aggiunte le spese di vitto ed alloggio, assicurazione medica, libri e materiale didattico.
Esistono degli aiuti finanziari offerti dalle law school agli studenti stranieri, generalmente assegnati sulla base del merito in forma di borse di studio parziali o prestiti, ma comunque estremamente limitati. In Italia le possibilità di aiuto comprendono le borse di studio Fulbright erogate dalla Commissione per gli Scambi Culturali tra l'Italia e gli Stati Uniti, e i finanziamenti offerti dal Programma di assistenza finanziaria patrocinato dal Fondo per Studenti Italiani.

## Offerta formativa
Esistono centinaia di LL.M. al mondo, specialmente in settori in particolare crescita, come il diritto di Internet e delle nuove tecnologie, diritto bancario e finanziario e diritto della concorrenza. In Italia è possibile conseguire un LL.M. presso l'Università Bocconi (LL.M. in Law of Internet Technology), l'Università degli Studi di Trento (che permette agli studenti del III anno di conseguire il titolo presso alcune università statunitensi), l'Università di Bologna (per studenti del V anno, in base ai programmi delle università partner), e l'Università degli Studi di Milano (LLM in Law and Sustainable Development).
Presso alcune Law school è offerto un LL.M. specifico per avvocati o laureati stranieri che desiderino acquisire una conoscenza più approfondita del sistema legale statunitense. Aver conseguito un LL.M. presso una università di prestigio, specialmente se appartenente alla categoria della Ivy League (USA), Oxbridge o Russell Group (UK) è considerato titolo di merito per accedere ad uno studio legale d'affari del golden circle. Alcune law school consentono di conseguire anche il massimo titolo di specializzazione in giurisprudenza, il Doctor of Juridical Science (SJD). 
Tra le personalità italiane che hanno conseguito un LL.M. presso una università statunitense figurano il fondatore della CONSOB Guido Rossi (Harvard University) e Giuliano Amato (Columbia University).